# Lương Ngọc Toản
Lương Ngọc Toản (sinh 1937) là Phó Giáo sư-Tiến sĩ sinh vật học, nguyên Thứ trưởng Bộ Giáo dục và Đào tạo, đại biểu Quốc hội Việt Nam khóa X, thuộc đoàn đại biểu An Giang.